# 段文振
段 文振（だん ぶんしん、? - 612年）は、北周から隋にかけての軍人。本貫は北海郡期原県。

## 経歴
段威の子として生まれた。はじめ宇文護の側近として仕えて、才能を認められ、中外府兵曹に抜擢された。576年（建徳5年）、北周の武帝が北斉の海昌王尉相貴を晋州で攻撃すると、尉相貴の亜将の侯子欽と崔景嵩が内応してきた。文振は崔仲方ら数十人とともに北周軍の先頭に立ち、槊を杖として晋州城に登った。文振は崔景嵩を従えて尉相貴のところに到達し、佩刃を抜いて脅すと、尉相貴もあえて動かず、晋州城は北周の軍門に下った。さらに進軍して文侯・華谷・高壁の3城を落とすのに、文振は功績があった。北周軍が并州を攻撃すると、文振は東門を落として入城し、北斉の安徳王高延宗を降した。上儀同の位を受け、襄国県公に封じられた。577年（建徳6年）、滕王宇文逌の下で稽胡を撃破した。相州別駕・揚州総管長史を歴任し、天官都上士となった。韋孝寛の下で淮南を経略した。
580年（大象2年）、尉遅迥が乱を起こすと、文振の老母と妻子が鄴城にあったため、尉遅迥は人を派遣して文振を誘ったが、文振はかえりみず、楊堅に帰順した。楊堅の下で丞相掾となり、宿衛驃騎を兼ねた。司馬消難が南朝陳に逃れると、文振は淮南の治安の回復につとめた。長安に帰還すると、衛尉少卿に任じられ、内史侍郎を兼ねた。まもなく行軍長史として達奚震の下で少数民族の反乱を平定し、上開府の位を加えられた。581年（開皇元年）、鴻臚卿に転じた。
583年（開皇3年）、衛王楊爽が突厥に侵攻すると、文振はその下で長史となったが、勲功簿に虚偽を記録した罪に連座して免官された。後に石州刺史・河州刺史として出向した。586年（開皇6年）、蘭州総管に転じ、龍崗県公に改封された。突厥が隋の北辺に侵入すると、文振は行軍総管として突厥を撃退し、北は居延塞まで追って帰還した。589年（開皇9年）、隋軍が大挙して南朝陳を攻撃すると、文振は元帥秦王司馬となり、行軍総管を兼ねた。江南が平定されると、揚州総管司馬に任じられた。まもなく并州総管司馬に転じたが、母の喪のため職を去った。服喪の期間を終えないうちに、再任を求められたので固辞したが、許されず復職した。数年後、雲州総管に任じられ、まもなく太僕卿となった。
599年（開皇19年）、突厥が隋の北辺に侵入すると、文振は行軍総管として突厥をはばみ、達頭可汗と沃野で戦って撃破した。文振は王世積と旧交があり、王世積が処刑された影響を受けて、文振の功績は取り上げられなかった。600年（開皇20年）、軍を率いて霊州道に進出して突厥に備えたが、突厥と出会うことなく帰還した。越巂郡の少数民族が隋の統治に反抗すると、文振はこれを鎮圧した。601年（仁寿元年）、嘉州の獠が反抗すると、文振は行軍総管として反乱を討ったが、山間地で地の利を失って大敗した。文振は敗兵を呼び集めて、獠の不意をついて出撃し、ようやく撃破した。文振は蜀王楊秀や右僕射の蘇威に憎まれており、蘇威の誣告を受けて、官爵を剥奪された。楊秀が廃位されると、文振は言い分を上表して文帝に認められ、大将軍の位を受けた。
604年（仁寿4年）、霊州総管に任じられた。606年（大業2年）、兵部尚書となった。609年（大業5年）、吐谷渾への遠征に参加し、軍を率いて雪山に駐屯し、東は楊義臣、西は張寿と連携して300里あまりにわたる陣営を築き、吐谷渾主伏允を覆袁川で包囲した。功により右光禄大夫の位に進んだ。610年（大業6年）、煬帝が江都に行幸すると、文振は行江都郡事をつとめた。
612年（大業8年）、高句麗遠征に参加し、左候衛大将軍の位を受けて、南蘇道に進出した。行軍中に病が重くなり、この年の3月に死去した。光禄大夫・尚書右僕射・北平侯の位を追贈された。諡は襄といった。
子が10人あり、長子の段詮と次子の段綸が知られた。

## 伝記資料
- 『隋書』巻60 列伝第25
- 『北史』巻76 列伝第64
- 隋工部尚書段文振碑